# كينيث إرليخ
كينيث إرليخ (بالإنجليزية: Kenneth Ehrlich)‏ هو كاتب سيناريو أمريكي، ولد في 1943 في كليفلاند هايتس في الولايات المتحدة.

## وصلات خارجية
- كينيث إرليخ على موقع IMDb (الإنجليزية)
- كينيث إرليخ على موقع ميوزك برينز (الإنجليزية)
- كينيث إرليخ على موقع قاعدة بيانات الفيلم (الإنجليزية)